# 2005年蒙古國總統選舉
2005年蒙古國總統選舉，於2005年5月22日舉行。結果由蒙古人民革命黨籍之候選人那木巴爾·恩赫巴亞爾贏得壓倒性大勝。